# 伯利兹国旗
伯利兹国旗是代表中美洲加勒比海沿岸国家伯利兹政府的旗帜。伯利兹在独立前是联合王国的殖民地，被称为英属洪都拉斯，并使用着英属洪都拉斯特制的殖民地旗帜。1950年伯利兹不少持有独立意识的人士设计了一面非正式的旗帜。海蓝底色衬托着正中的白盘，白盘上便镶着英属殖民地下的传统徽标。1981年9月21日伯利兹宣告独立后，使用了与1950年非正式旗帜略同的一面旗帜。2019年8月27日，伯利兹政府对国旗图案作出细微调整，並將其设计标准化。
1981年伯利兹宣告独立后，將1950年設計的非正式旗帜分别加上了两条红色条纹即為現在的國旗。两条红色条纹代表着伯利兹的独立与自主。海蓝底色代表着加勒比海与其对伯利兹的密不可分的关系。旗中央的圆形白底盾牌象征着和平。盾牌上镶有伯利兹的国徽。伯利兹国旗上使用着12种不同的颜色，成為世界上最「五顏六色」的國旗。

## 歷代國旗
- 英属洪都拉斯殖民地旗
(1870-1919)
- 英属洪都拉斯殖民地旗
(1870-1919)
- 英属洪都拉斯殖民地旗
(1919-1981)
- 英属洪都拉斯殖民地旗
(1919-1981)
- 英属洪都拉斯总督旗
(1870-1981)
- 伯利兹政府非正式旗帜
(1950-1981)
- 伯利兹国旗
（1981-2019）
- 伯利茲总督旗
(1981-今)

## 参看
- 伯利兹国徽
- 伯利兹
- 英属洪都拉斯